# وحدات الزمن الهندوسية

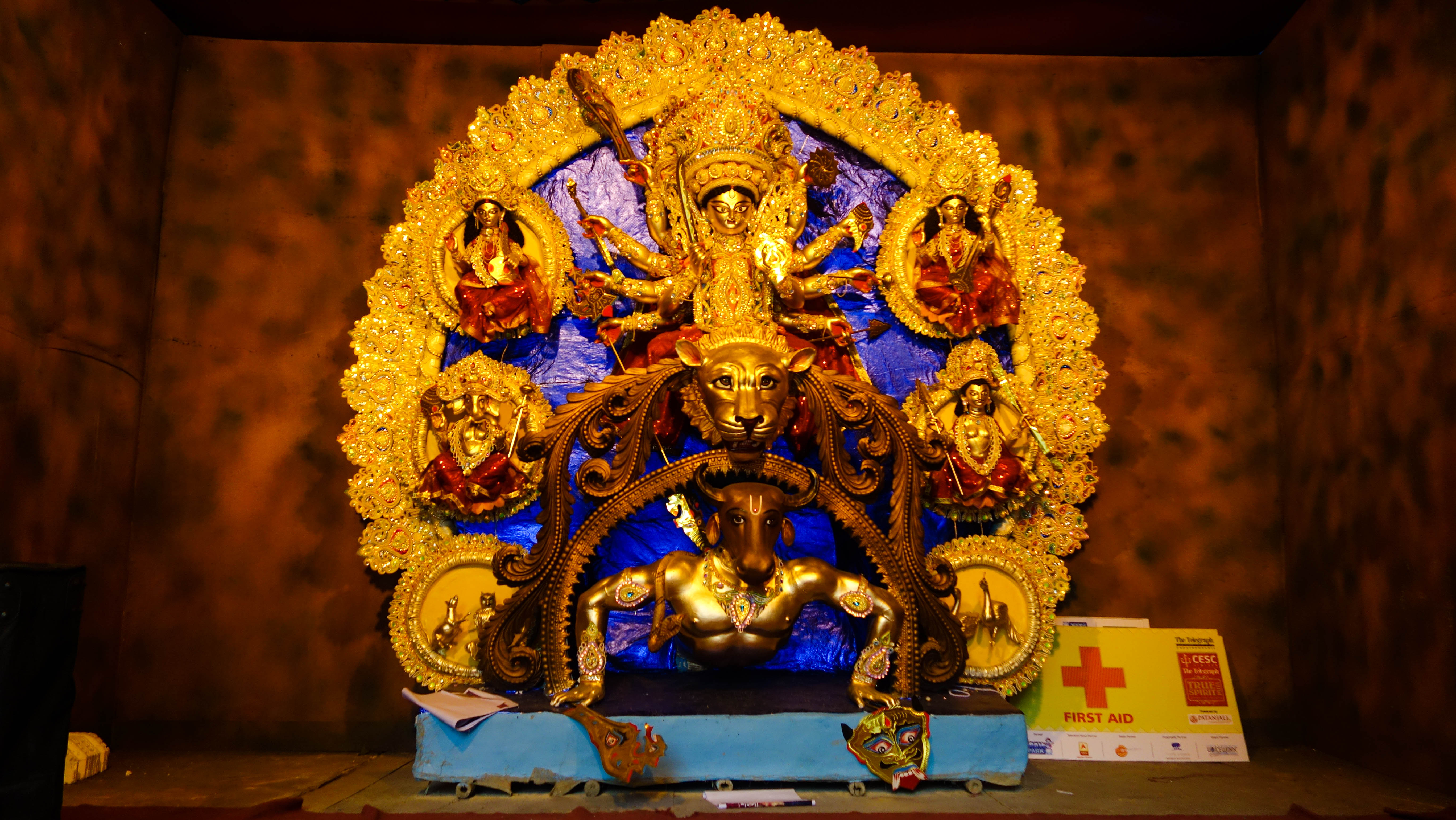

منذ بداية الحياة البشرية كان هنالك اهتمام بشكل كبير في قياس الزمن ومعرفة الوقت، وذلك لإنجاز وترتيب بعض الأعمال والواجبات التي نقوم بها بشكل يومي، فالوقت و الزمن عبارة عن أمر حسي نشعر به ونخمّنه ونقيسه بوسائل مختلفة، وذلك لمعرفة متى تبدأ وتنتهي الأحداث المختلفة خلال فترة زمنية معينة، وقد اهتم الإنسان بشكل كبير في معرفة أزمان وأوقات العديد من الأحداث .....وجهة النظر الهندوسية من الوقت يمكن أن يشار إليها على نطاق واسع باسم نظام الوقت الفيدية. يعتبر كالا الوقت ليس حركة خطية أو أحادية الاتجاه، مثل مسرعة السهم من الماضي إلى المستقبل. كانت فكرة الوقت نفسه متقدمة جدا في التراث الهندوسي. محادثات مفهوم الهندوسية من إيقاع أو النظام العالمي الذي يتجلى كما الوقت. الوقت مجموعة إيقاع من موقوتة بسرعة من الذرة لتوسيع الكون كله - الوقت تتكشف ضمن عملية جيولوجية الأرض تغيير الموسم، ودورة حياة ذبابة الخ.

## وحدات الزمن
وتستخدم وحدات مختلفة من الوقت عبر الفيدا، بوراناس، ماهابهاراتا، سوريا سيدانتا الخ... لقياس الزمن ومن اهمها نظاما لفيدا حيث :
العلاقة بالوحدات الاساسية	تعريف رقمي	وحدات
| لعلاقة بالوحدات الاساسية | تعريف رقمي                   | وحدات       |
| ------------------------ | ---------------------------- | ----------- |
| ≈0.031 اسµs              | وحدة قاعدة اساسية ≈ 0.031 μs | تروتي त्रुति   |
| ≈1.86اس µs               | 60 تروتي                     | رينو रेणु     |
| ≈0.11 مسms               | 60 رينو                      | لافا लव     |
| ≈6.696 مسms              | 60 لافا                      | ليكاكا लीक्षक |
| ≈0.401 اس s              | 60 ليكاكا                    | ليبتا लिप्ता   |
| ≈0.401 اس s              | 60 ليكاكا                    | فيبالا विपल  |
| ≈24.1056 مس ms           | 60 ليبتا                     | بالا पल     |
| 24.1056 مس ms            | 60 ليبتا                     | فيغاي विघटि   |
| ≈24 مين min              | 60 فيغاي                     | غازي घटि     |
| ≈24 مين min              | 60 فيغاي                     | داندا दण्ड   |
| ≈48 مين min              | 2 غازي                       | موهرتا मुहूर्त |
| ≈24 مين min              | 60 فيغاي                     | نادي नाडी     |

## تاريخها
تصف النصوص الفيدية والبورانية في الهندوس وحدات من القياسات عده فمثلا، من بارامازو (حوالي 17 ميكروثانية) إلى مها مانفانتارا (311.04 تريليون سنة). ووفقا لهذه النصوص وغيرها من المصادر ذات السمعة الطيبة، مثل عائلة باشيبالا، فإن إنشاء الكون وتدميره هو عملية دورية، تكرر نفسها إلى الأبد. تبدأ كل دورة مع ولادة والتوسع (العمر) من الكون يساوي 311.04 تريليون سنة، تليها إبادة كاملة (التي تسود أيضا لنفس المدة). هذا هو حاليا 51 سنة من براهما، وهذا هو «السنة» عندما تم إنشاء النظام الشمسي وفقا لعلم التنجيم الهندوسي، وهو أول مها يوغا للبشرية. ويمكن حساب الوحدة البالغة 311.04 تريليون سنة على أنها 3.1104 تريليون أو 31.104 تريليون سنة اعتمادا على المصدر الذي يستخدم تفسير المصدر المذكور لحسابه. وتحسب بعض النصوص عن طريق ضرب وحدات زمنية أخرى بعض الوحدات المتقطعة حيث لا يعبر بعضها عن ذلك في الحل. ومع ذلك، فإن قيمة 33104 ثابتة والصراع الحقيقي الوحيد هو القيمة الأسية. ومع ذلك، فإن العمر الإجمالي للكون باستخدام الرقم الأول يعطي يعطي سن موجزة من وجود 1.24596 كوادريليون سنة بالإضافة إلى عدد من السنوات التي انقضت منذ بداية العام براهما الحالي.